# ピンボケ! (ラジオ番組)
『ピンボケ!』は2019年10月1日から2020年3月26日までRKB毎日放送（RKBラジオ）で放送されているトーク番組である。

## 番組概要
1日の疲れが溜まる夕方という時間帯に、普通とは違うコンビによる「かみ合わないトーク」を楽しもうという番組。2019年に入社した辻満里奈アナウンサーの初レギュラー番組でもある。

## 放送時間
- 火曜日〜木曜日 17:48-19:30(JST。2019年10月1日〜2020年3月26日)

## パーソナリティ
- 火曜日…EIJI・鬼橋美智子
- 水曜日…平田篤史・辻満里奈
- 木曜日…久米ゆき・加藤淳也

## コーナー
- おつかれコール
- マネー力向上委員会（水）
- 加藤淳也のわらしべ長者の旅リポート（木）
- オトナの喜怒哀楽
- 今夜もたまって箱
- EIJIのage当てクイズ（火）
- まりなの学生日記（水）
- 名曲ななめスケッチ（木）
- 19時のピートーク
- ファイトの叫び

## エピソード
- 2019年10月1日の初回放送はEIJIがシンガポールにいたため、服部義夫と鬼橋が担当した[2]。